# Uro (film fra 1995)
|  | Denne artikel er oprettet af botten Steenthbot ud fra en ekstern database. Den kan derfor have sproglige fejl eller mangler. Denne skabelon kan fjernes efter kontrol af indholdet. |

 For alternative betydninger, se Uro. (Se også artikler, som begynder med Uro)
Uro er en dansk kortfilm fra 1995 instrueret af Uffe Bryld og efter manuskript af Per Daumiller og Uffe Bryld.

## Medvirkende
- Lotte Arnsbjerg
- Ulrich Thomsen
- Darco Cukic
- Søren Spanning
- Thomas Mørk